# パターンダイヤ

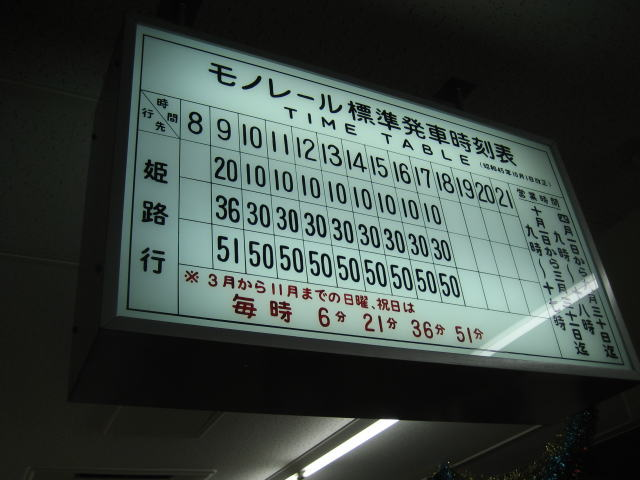
パターンダイヤの例（姫路市交通局モノレール線）
10時台から17時台までは毎時10分、30分、50分に列車が出発する

パターンダイヤとは、列車やバス（乗合バス）などの公共交通機関が、一定間隔で周期的に運行されるダイヤグラムのことをいう。
パターンダイヤの周期がn分であるとき、時間の間隔を取ってn分サイクル、n分パターン、n分ヘッドのように呼ぶ。

## 鉄道におけるパターンダイヤ
鉄道におけるパターンダイヤは、日中時間帯や夕ラッシュ時への導入が進んでおり、これまでパターンダイヤではなかった路線でもダイヤ改正によってパターン化が図られることもある。また線路容量や停車駅、最高速度の違いなどの関係でパターンダイヤを設定できない場合でも、発駅時刻などをパターン化することにより利便性の向上に努めている場合もある。
パターンダイヤの周期n分は多くの場合、10, 12, 15, 20, 30といった60の約数であり、一部の列車の時刻が1 - 2分ズレていたりといった軽微な違いは無視してn分サイクルと呼ぶ場合も多い。また、7分30秒サイクル（8サイクルで60分）や6分40秒サイクル（9サイクルで60分）などのダイヤもあり（前者を7 - 8分間隔、後者を6 - 7分間隔と案内することがある）、この場合は秒単位の時刻が案内されない鉄道駅の時刻表では一見すると等間隔ではないが、れっきとしたパターンダイヤである。
また、1パターンの中の同じ列車でもサイクルにより行先や停車駅が違う場合もあるが、これも停車駅、運転間隔が等しければ同じとして扱うことが多い。一例として、2017年時点での東急目黒線大岡山駅上りのダイヤでは、昼間は毎時0分、15分、30分、45分（15分サイクル）に西高島平・鳩ヶ谷・西高島平・浦和美園と行先の違う列車が順番に運転されていたが、白金高輪までは同じ路線を15分間隔で走っていた。また、同じく2017年時点での京王線高幡不動駅上りのダイヤでは、昼間は毎時0分、10分、20分、30分、40分、50分（10分サイクル）に特急、準特急が交互に運転されるが、調布までは同じ停車駅に停車して10分間隔で走っていた。
時間帯により臨時列車や不定期列車が追加で運行され、一見すると規則性がないように見える場合でも、根幹となる列車に規則性・周期性があれば同様に扱われる場合もある（東海道・山陽新幹線の60分サイクルなど）。

### 利点
ダイヤサイクルを60の約数にすることで毎時の発車時刻が同じになり、利用者にとっては記憶しやすく、時刻表の確認が不要なダイヤとなる。これにより利便性の向上や利用客の増加といった効果を期待することができる。

#### フリークエントサービス
フリークエントサービス（日本語の「高頻度運転」と同義。なお「高頻度」の英訳語が「frequent」である）を指す場合、高度に周期的なダイヤを設定することを指す場合が多い。この利点を活かし、周期的な列車やバスの接続を考慮してパターンダイヤが組まれることもある。交通結節点（ハブ）において、例えば、毎時00分、30分前後に各方面からの列車が集中して発着するようにし、相互に短時間で乗り換えができるようにするといった事例である。
一例として、2017年時点の東武鉄道館林駅下りのダイヤにおいて、昼間は毎時52分前後に、特急りょうもう、伊勢崎線久喜始発の普通、伊勢崎線太田行きの普通、佐野線葛生行きの普通、小泉線西小泉行きの普通のそれぞれが、短時間で円滑に乗り換えられるダイヤが組まれている。

### 問題点
全ての列車を等間隔で発着させるためには、車両の新旧を問わず、同じダイヤサイクルの同じ列車では同じ運転曲線で走らせて平行ダイヤとする必要がある。そのため既存路線に高性能車両を導入した場合でも、加減速度や最高速度が低い車両が1編成でも運用されている限り、高性能車両も加減速度や最高速度が低い車両に合わせて運転することとなる。ただし、ダイヤ乱れ時の回復運転などの場合はダイヤに反映されない過剰な性能も生かすことができる。なお、名古屋鉄道のように、優等種別に最高速度が低い車両を使用させないようにしている場合にはその限りではない。
また、短いダイヤサイクルは分かりやすい反面、路線の細かな実情に合わせたダイヤを組むことが難しくなる場合がある。例えば、1時間あたり急行列車3本、普通列車5本の運転が最適な路線に15分サイクルのダイヤを導入する場合、1時間あたり4の倍数の本数しか列車を設定できず、例えば1時間あたり急行4本、普通4本といった、急行が多すぎる反面普通が少なすぎるダイヤとなってしまう。その結果、急行が比較的空いている反面、普通の混雑が激しいという現象が起き、混雑が平準化できないという問題が起きる。また、急行通過駅のうち比較的乗降客数の多い駅などを急行の停車駅に追加して、需要そのものを急行4本、普通4本に近づける手段が取られる場合もあるが、急行の速達性低下に繋がるため、これも一長一短と言える。

### 具体的な事例

#### 日本
- 東海道新幹線、山陽新幹線（60分パターン）
  - 特に東海道新幹線の区間では時間帯によりのぞみ号が追加運行されたり行先・始発駅が異なる場合が多々あり規則性はあまりないが、ひかり号とこだま号はひかり号の途中停車駅が時間帯により変わりそれに付随してこだま号を追い越す駅が変わるといった不規則な点はあるものの起終点駅を基準にして見ると周期はほぼ固定されている。
- かつてのエル特急に相当する特急（原則60分パターン）
- 東日本旅客鉄道（JR東日本）宇都宮線、高崎線、中央本線 （60分パターン）
  - 東海旅客鉄道（JR東海）東海道線 (名古屋地区) （15分パターン）
- 近畿日本鉄道の名阪特急 （停車駅最小限の始発駅毎時00分発甲特急と主要駅停車の同毎時30分発乙特急交互の30分パターン）
- 瀬戸大橋線の快速マリンライナー （30分パターン）
- 四国旅客鉄道（JR四国）牟岐線の徳島駅 - 阿南駅間 （30分パターン）
- JR神戸線、JR京都線、JR宝塚線、JR東西線（15分パターン）
- 京急大師線（10分パターン）

ただし、パターンダイヤでも60の約数でない場合は、毎時の分が一定しない。例えば40分間隔運転の場合は2時間で3サイクルのため、1時間では周期性があるとは言い難い（例：京急空港線・都営地下鉄浅草線・京成成田空港線直通のエアポート快特・アクセス特急、アルピコ交通上高地線、養老鉄道養老線の一部区間）。また、都市鉄道では時刻のパターンよりも等間隔と本数を優先して、8分などの周期を組む（Osaka Metro御堂筋線の新大阪駅 - 天王寺駅間を除く区間、北大阪急行電鉄南北線、愛知高速交通東部丘陵線（リニモ）のそれぞれ日中ダイヤなど）場合もある。また、近鉄のように、特急列車と急行列車以下でサイクルパターンが異なったものを組み合わせたものもある（この場合は、待避などで途中駅からはダイヤパターンが崩れることが多い）。
特に平日のラッシュ時間帯に混雑する路線はわかりやすさよりも運行本数の多さを優先させる傾向にあり、60の約数のパターンダイヤが採用される事例は比較的少ない。西武池袋線の平日朝ラッシュ時の上りダイヤは15分パターンの一部を変形させた30分パターンに近い。採用されたとしてもラッシュ前後の移行時間帯はどうしてもパターンダイヤからずれがちであることから、60の約数のパターンダイヤは運行本数の多さよりもわかりやすさを優先できる閑散時間帯（主に日中）に採用される傾向にある。
しかし、60の約数に拘ることにより優等列車の所要時間が遅くなるケースもある。一例として京王井の頭線では、2015年2月のダイヤ改正以前は、日中は7分30秒間隔で急行と各停が1本ずつ（毎時計16本）運行されていたものを、同ダイヤ改正以降に8分間隔で急行と各停が1本ずつ（毎時計15本）に変更し、急行の全線での所要時間を1分短縮した事例がある。これは、従前のダイヤでは急行が先行の各停に追いつき詰まっていたために急行が最大限の短縮効果を発揮できなかったものを、各停の間隔が30秒開くことにより、急行を1分短縮できるようにしたものである（途中駅の永福町駅で一度追い越すので、渋谷駅 - 永福町駅間・永福町駅 - 吉祥寺駅間の2区間でそれぞれ30秒短縮させることにより、計1分の短縮となる）。
また、線路容量や行き違い設備等の都合により、90や120の約数ですらない半端な数でのパターンが組まれることがある。
- とさでん交通伊野線の日中ダイヤでは、単線区間である鏡川橋 - 伊野間が2021年1月8日まで21分サイクル、翌日より42分サイクルとなっており、毎時の分が一定していない。
- 21分サイクルは、2009年（平成21年）11月1日から2012年（平成24年）4月28日までの間の日中の相鉄本線でも見られた。神奈川東部方面線計画による工事の影響により、21分サイクルという非常に複雑なパターンダイヤになっており、列車の間隔も一定になっていなかった。
- 愛知環状鉄道線では、2008年のダイヤ改正によって、日中から夜間にかけて20分毎に運行し[1]、毎時の分が一定していた[2]。しかしその後の増発の際は15分間隔とすることができず、2018年改正のダイヤでは、ほぼ終日に渡って16分間隔（JR中央本線直通列車及びあさシャトル・ゆうシャトルを除く）の運行で分がずれている[3]
- 16分サイクルは、JR東西線開業前の片町線（学研都市線）における夕ラッシュ時にも見られた[4]。

前述の通り、ダイヤの周期性を優先すると必ずしも旅客の動向に対し適切な本数の列車が運行されるとは限らなくなるが、一方で旅客にとっては利用しやすくなるというメリットがある。そこで列車本数の多い大都市圏を中心に、特に複数の列車種別を運行する路線ではダイヤに周期性を持たせる事例が多くなってきている。このようなダイヤは日中に採用されることが多いが、利用客数の変化に応じて、1日の中で異なる周期を組み合わせることも多い。
逆に事業者側の都合によりパターンダイヤが重視されているケースとして、名鉄名古屋本線では、多種多様な種別・系統が集中し、閑散時間帯でも上下それぞれ20本以上の列車が発着する名鉄名古屋駅が上下1線しかなく、周辺の区間も金山駅 - 神宮前駅が複々線である以外は複線のみで制約が多いことから時間帯によって微調整をする事が難しいため、特に土休日ダイヤではほぼ終日にわたりパターンダイヤが採用されている。
また、東京メトロ南北線・都営地下鉄三田線（6分サイクル）と東急目黒線（15分サイクル）、阪神本線（20分サイクル）と山陽電気鉄道本線（15分サイクル）といったように乗り入れを行う路線同士（事業者の違いは問わない）が異なる周期を持っていることもある。この場合、周期が変わる接続駅で一部列車が時間調整のためや、列車接続や乗務員の交代を兼ねて長時間停車を行ったり、同等種別の列車であっても途中でサイクルが変化する節目の前後区間の駅に追加停車を行うことにより、時間調整（ヘッド調整）をする場合がある。もっともこのようなケースにおいて別の見方をすると2つ（以上）のサイクルの最小公倍数で1つのサイクルが構成されているともいえる。

#### ヨーロッパ
ヨーロッパでは、ドイツ、スイス、オランダ、ベルギー、オーストリアなどの鉄道において、全国規模でのパターンダイヤが構築されている。これらの国では、前述の交通結節点となる主要駅において、毎時ほぼ同じ時刻に、異系統優等列車同士の接続が行われている事例も多い。時間間隔は国によって異なるが、おおむね30分、60分、120分のいずれかとなっている。